# Rinaldo Beretta
Don Rinaldo Beretta (Barzanò, 26 febbraio 1875 – Giussano, 21 aprile 1976) è stato un presbitero e storico italiano, figura di riferimento per la storia lombarda.

## Biografia
Avviatosi alla carriera ecclesiastica e compiuti i relativi studi, fu ordinato sacerdote il 4 giugno 1898. Dal 17 settembre al 24 ottobre del 1906, prese parte al pellegrinaggio in Terra Santa con Monsignor Radini Tedeschi vescovo di Bergamo e con il suo segretario, Angelo Roncalli che in seguito divenne Pontefice con il nome di Papa Giovanni XXIII, di questo viaggio scrisse interessanti articoli nel giornale milanese La Lega Lombarda.
Il 31 maggio 1960, a 85 anni, rinunciò alla sua parrocchia rimettendo il mandato a Giovanni Battista Montini, arcivescovo di Milano,  che dopo tre anni diventerà pontefice con il nome di Papa Paolo VI.
Morì a Giussano il 21 aprile 1976 all'età di 101 anni.

## Opere storiche
Nonostante l'adempimento dei doveri pastorali e gli scarsi mezzi a disposizione, trovò il modo di coltivare proficuamente le indagini storiche, pubblicando i resoconti dei suoi studi in libri, riviste e monografie, diventando nel tempo uno storico di riferimento per la storia dell'antica regione identificata con il nome di Insubria. Il professor Gianluigi Barni parlando di don Beretta come storico disse: ”... nonostante che col passare degli anni ci saranno inevitabilmente dei punti della sua ricerca da aggiornare … rimarrà pur sempre tra i migliori studiosi della Brianza del suo tempo”.
Le sue ricerche furono incentrate sulle istituzioni e in particolare sull'analisi dei caratteri giuridici e religiosi delle popolazioni lombarde, dal Basso Medioevo al 1800, mettendo in luce la progressiva integrazione dei Germanici e la diffusione del cristianesimo nell'Insubria dopo la dissoluzione dell'Impero romano, che pose le basi per la nascita e lo sviluppo della società italiana dei secoli successivi. Natalino Tagliabue, studioso della storia lombarda, commentando “La diffusione del Cristianesimo nella Brianza e le antiche pievi briantine” per l'Osservatore Romano, definì don Beretta come: “... un ricercatore erudito, autore tra l'altro, di una pregevole monografia, ove nulla concede alle ipotesi e congetture, ma con grande cautela e riserbo si appoggia solo sulla documentazione, fin dove è possibile, o sugli indizi più sicuri”.
La sua formazione religiosa non gli impedì di mantenere un giudizio storico basato sull'analisi razionale delle fonti, privo di mistificazioni di parte, con lo scopo di promuovere il confronto razionale sui fatti. A tal proposito Gian Piero Bognetti, presidente della Società storica lombarda, descrisse le sue opere con: “... suscitano ammirazione per la competenza, l'onestà e la continuità di lavoro di questo venerando ed operoso storico ...”.
Le sue indagini storiche lo portarono a redigere una lunga serie di ricerche basate sull'Architettura religiosa cristiana del territorio studiato. Monsignor Carlo Marcora, dottore della Biblioteca Ambrosiana, scrisse di lui infatti che: “... nonostante i suoi ottanta anni continua ad aggiungere alle cure pastorali anche lo studio della storia diocesana, esempio non comune di grande laboriosità nel duplice campo”.
Alessandro Visconti storico milanese, lo ricorda come: ”... un sagace indagatore di memorie storiche”.
Negli ultimi anni della sua vita rimase sempre lucido, impegnato nella correzione delle bozze per le ristampe dei suoi libri più importanti, raccolti poi in un'opera postuma dal titolo: Opera Omnia pubblicata in un Cd-rom nel giugno del 2003 dopo un lavoro di ricerca e recupero filologico da parte della rivista Brianze e dell'Istituto Statale d'Arte di Giussano. L'opera pubblica tutti i testi e i documenti originali corretti e ampliati da don Beretta. La complessità e il valore dell'opera è stata acquisita, assieme ai lavori di altri storici lombardi, nel Codice diplomatico della Lombardia Medievale patrocinato dai Beni Culturali della Lombardia che raggruppa il vasto patrimonio documentale lombardo tramandato dai primi secoli del Medioevo sino all'Età Comunale, destinato a fornire spunti di riferimento per gli studi sulla storia della Lombardia.

## Incarichi e onorificenze
- Membro d'onore della Société Académique d'Histoire Internationale di Parigi.[11]
- Socio Corrispondente della Regia Deputazione sovra gli Studi di Storia Patria, nomina notificatagli da Paolo Boselli.[12]
- Recensore per la rivista dell'ex Archivio storico lombardo, ora Società storica lombarda.[13]
- Socio della Società Storica Lombarda e della Società Archeologica Comense.
- Regio Ispettore ai Monumenti, nominato con Decreto Ministeriale del 18 marzo 1938, incarico confermato successivamente dal Governo della Repubblica Italiana.

## Impegno civile
Partecipò attivamente alla vita sociale del suo paese; nel 1904 costituì una Mutua per il bestiame bovino, denominata di S. Sebastiano., nel 1907 collaborò alla fondazione di una Società di Mutuo Soccorso per Agricoltori e Operai, nel 1909 eresse in Robbiano di Giussano una Cooperativa di Consumo fra operai e contadini che fu tra le prime a sorgere in Brianza e a seguire una Scuola serale nel tentativo di alzare l'alfabetizzazione tra operai e contadini, nel 1921 aprì una sede dell’Unione Giovani Cattolici Italiani, che venne poi sciolta nel 1931 dalle autorità fasciste assieme alla Società di Mutuo Soccorso.

## A sua memoria
La città di Giussano e delle zone limitrofe lo hanno ricordato intitolandogli strade e piazze e un Istituto Comprensivo di cui fanno parte tre scuole primarie ed una secondaria. A Robbiano di Giussano gli è stato intitolato il Circolo Culturale don Rinaldo Beretta.

## Opere
La totalità delle opere di don Rinaldo Beretta sono consultabili presso il circuito delle biblioteche della Lombardia e in quelle italiane ed estere.
- 1910 - San Carlo Borromeo e l'inglese D. Giovanni Harris, La Scuola Cattolica, fasc. luglio-agosto, pp. 313–314 (Fascicolo dedicato a S. Carlo Borromeo nel III centenario della Canonizzazione)
- 1910 - San Carlo e l'inno Nostrum Parentem Maximum, La Scuola Cattolica, fasc. luglio-agosto, pp. 317–320.
- 1911 - Il più antico monastero del milanese? San Giorgio di Cornate d'Adda, Rivista Storica Benedettina, fasc. gennaio-marzo, pp. 56–62.
- 1911 - La rocchetta di Santa Maria sopra Trezzo, Archivio Storico Lombardo [d'ora in avanti: A.S.L.], a. XXXVIII, fasc. 29, pp. 133–147 [Ripubblicato con aggiunte in Appunti storici su alcuni monasteri e località della Brianza, 2ª ediz., Monza 1966, pp. 5–25, con il titolo Il fortilizio visconteo-sforzesco di Santa Maria della Rocchetta sopra Trezzo].
- 1911 - ’Concordia et convenientia' degli uomini di Colciago del 5 gennaio 1204, A.S.L., a. XXXVIII, fasc. 30, pp. 378–380.
- 1911 - Il Monte di Brianza e i privilegi di Francesco I Sforza, A.S.L., a. XXXVIII, fasc. 32, pp. 365–389 [Ripubblicato con aggiunte in Appunti storici…, pp. 263–300].
- 1912 - Il monastero delle Benedettine di San Pietro di Cremella, A.S.L., a. XXXIX, fasc. 36, pp. 293–356 [Ripubblicato con aggiunte in Appunti storici…, pp. 71–134, con il titolo Il monastero di S. Pietro in Cremella e la Chiesa di Monza].
- 1913 - Precetti intimati dall'abate Ardengo Visconti agli uomini di Inzago l'8 dicembre del 1232, A.S.L., a. XL, fasc. 38, pp. 473–474.
- 1914 - Della compagnia della Morte e della compagnia del Carroccio alla battaglia di Legnano, A.S.L., a. XLI, fasc. 1-2, pp. 240–256 [Ripubblicato, con ampi rimaneggiamenti e aggiunte, quale seconda parte de Il giuramento di Pontida e la Società della Morte nella battaglia di Legnano: Storia o leggenda?, Como 1970, pp. 41–82. Ripreso poi da Grado Giovanni Merlo nella silloge Alberto da Giussano: una leggenda nella storia, Giussano, 2001, pp. 77–97].[25]
- 1914 - Rappresaglie di un mercante milanese contro Strasburgo nel 1303, A.S.L., a. XLI, fasc. 3, pp. 584–585 [Articolo non firmato].
- 1914 - Porto d'Adda e la Madonna della Rocchetta. Notizie storiche, Carate Brianza, pp. 66.
- 1915 - Domodossola e Gian Giacomo de' Medici (1529-1531), A.S.L., a. XLII, fasc. 4, pp. 669–680.
- 1916 - Gian Giacomo de' Medici in Brianza (1527-1531), A.S.L., a. XLIII, fasc. 1-2, pp. 53–120 [Ripubblicato in Pagine di storia briantina, Como 1972, pp. 223–304].
- 1916 - Un benefattore di Erba nel secolo XIV, A.S.L., a. XLIII, fasc. 3, pp. 632–633.
- 1916 - Alcune terre della pieve d'Incino infeudate agli arcivescovi di Milano, A.S.L., a. XLIII, fasc. 3, pp. 634–636.
- 1916 - Il monastero Maggiore di Milano e la riforma operatavi da San Carlo Borromeo il 23 febbraio 1569, Rivista Storica Benedettina, a. XI, pp. 127–142.
- 1917 - Consuetudini e condizioni vigenti nella castellanza di Valtravaglia nel 1283, Carate Brianza, pp. XIV, 113.
- 1920 - I signori da Mandello vendono a Napoleone della Torre i loro diritti di signoria in Grantola Valtravaglia, A.S.L., a. XLVII, fasc. 1-2, pp. 106–134.
- 1921 - Gio. Battista Beanio prevosto di Seveso (1594-1604), A.S.L., a. XLVIII, fasc. 3-4, pp. 567–574. [Ripubblicato con aggiunte in Memorie Storiche della Diocesi di Milano, Milano 1963, vol. X, pp. 495–515].
- 1922 - I De Robiano e il loro avello in San Lorenzo, A.S.L., a. XLIX, fasc. 3-4, pp. 350–360.
- 1923 - Il castello e il convento di Montebarro, A.S.L., a. L, fasc. 1-2, pp. 159–171 [Ripubblicato con rimaneggiamenti in Appunti storici…, pp. 43–58, con il titolo La rocca e il convento di Montebarro].
- 1923 - Di alcune antiche chiese di Cornate e Porto d'Adda, A.S.L., a. L, fasc. 1-2, pp. 226–229.
- 1928 - Dove'era Cassiciaco che ospitò S. Agostino?, Carate Brianza, pp. 29 [Ripubblicato con aggiunte, con il titolo Del “Rus Cassiciacum” di S. Agostino, Carate 1947 e poi ancora in Appunti storici…, pp. 205–229, con il titolo Il “Rus Cassiciacum” di S. Agostino].
- 1929 - La basilica ed il battistero di Agliate, Carate Brianza, pp. 29 [Ripubblicato in Rivista Archeologica dell'antica provincia e diocesi di Como, fasc. 99-101 (1930), pp. 179–192].
- 1935 - Robbiano Brianza. Notizie storiche, Carate Brianza, pp. 178 [2ª ediz.: Monza 1968].
- 1935 - Il Priorato Cluniacense di S. Nicolao in Figina di Villa Vergano, A.S.L., a. LXII, fasc. 1, pp. 89–106 [Ripubblicato in Appunti storici…, pp. 25–42].
- 1935 - Agostiniani e Camaldolesi sul S. Genesio, A.S.L., a. LXII, fasc. 2-4, pp. 459–466 [Ripubblicato in Appunti storici..., pp. 59–69].
- 1948 - La diffusione del cristianesimo nella Brianza e le antiche pievi briantine, Carate Brianza, pp. 78 [Ripubblicato in Memorie Storiche della Diocesi di Milano, Milano 1963, vol. X, pp. 311–390 e poi ancora in Pagine di storia briantina, pp. 123–221].
- 1951-1952 - Ancora su S. Giorgio di Cornate d'Adda. Monastero o Arcipretura?, A.S.L., a. LXXVIII-LXXIX, pp. 188–194.
- 1952 - Misura del territorio di Vimercate del 1559, Carate Brianza, pp. 92.
- 1952 - Compartizione dell'estimo del Monte di Brianza fatta l'anno 1456, Carate Brianza, pp. 83.
- 1953 - Cornate d'Adda. Note di storia, Carate Brianza, pp. 67.
- 1956 - Appunti storici su alcuni monasteri e località della Brianza, Carate Brianza, pp. 208 [2ª ediz. ampliata: Monza 1966].
- 1956 - Il monastero di Santa Maria in Lambrugo, in Memorie Storiche della Diocesi di Milano, Milano, vol. III, pp. 222–256 [Ripubblicato in Appunti storici…, pp. 171–203].
- 1957 - Il convento di Verano Brianza (1590-1810), in Memorie Storiche della Diocesi di Milano, Milano, vol. IV, pp. 227–246.
- 1959 - Gli antichi monasteri di Casatenovo, in Memorie Storiche della Diocesi di Milano, Milano, vol. VI, pp. 190–225.
- 1960 - La Brianza nella sua origine e nei suoi limiti. Ricerche storiche, Carate Brianza, pp. 102 [Ripubblicato in Pagine di storia briantina, pp. 9–121].
- 1960 - Il congresso di Pontida del 7 aprile 1167, Carate Brianza, pp. 10.
- 1960 - Alberto da Giussano e la Società della Morte (storia o leggenda)?, Carate Brianza, pp. 35.
- 1962 - Un obituario della collegiata di S. Lorenzo di Cuvio, Rivista della Società Storica Varesina, a. VII, pp. 9–62.
- 1965 - Barzanò antica, Sesto S. Giovanni, pp. 162 [Altre edizioni, postume, con il titolo Barzanò: Barzanò 1990, Barzago 1995].
- 1966 - Il castello e la Chiesa Battesimale di S. Salvatore in Barzanò Brianza, in Memorie Storiche della Diocesi di Milano, Milano, vol. XIII, pp. 377-386 [Ripubblicato con il titolo Il castello e la chiesa battesimale di San Salvatore a Barzanò in Oblatio. Raccolta di studi di antichità ed arte in onore di Aristide Calderini, Como 1971, pp. 137-152].
- 1970 - Il giuramento di Pontida e la Società della Morte nella battaglia di Legnano. Storia o leggenda?, Como, pp. 86.[25]
- 1971 - Agliate e la sua basilica, Carate Brianza, pp. 128.
- 1972 - Pagine di storia briantina, Como, pp. 310.
- 2003 - Opera Omnia, CD multimediale, Bellavite editore